# Adolphe Giraldon
Adolphe Giraldon (né Paul Adolphe Giraldon à Marseille le 4 mai 1855, mort à Paris 14e le 21 mai 1933) est un artiste peintre, illustrateur et décorateur français.

## Biographie
| - Paris-Noël 1896-1897 - L'Illustration - Noël 1906 |

Né à Marseille, Adolphe Giraldon a conçu de nombreux décors de reliures industrielles ou pour des amateurs. Son style typique de l'Art nouveau est très reconnaissable.
Il a été l'élève, collaborateur et ami du peintre Luc-Olivier Merson.
Il collabore à L'Estampe moderne, Paris-Noël et à L'Illustration, pour l'encadrement 
- de la couverture du numéro de 1891-1892,
- du poème Perennité en 1893,
- de la couverture du numéro 1896-1897,
- de la couverture du numéro 1897-1898,
- de la couverture du numéro 1898-1899,
- des Fables chantées pour enfants 1898-1899,
- de la couverture du numéro 1899-1900,
- de la couverture du numéro 1901-1902.

Il est enterré au cimetière du Père-Lachaise, 63e Division, à Paris

## Principaux livres illustrés
- Alexis Belloc " La télégraphie historique depuis les temps les plus reculés jusqu'à nos jours " (couverture A. Giraldon et P. Souze), Librairie de Firmin-Didot et Cie, Paris, 1888.
- Tolla, d'Edmond About, chez Hachette, 1889, lire en ligne sur Gallica
- Trente et quarante, d'Edmond About, chez Hachette, 1891, lire en ligne sur Gallica
- Pastels, de Paul Bourget, chez Conquet, 1895, lire en ligne sur Gallica
- Aspasie, Cléopâtre, Théodora, de Henry Houssaye, pour les Amis des Livres, 1899 lire en ligne sur Gallica
- Le Chansonnier normand, pour la Société Normande du Livre Illustré, 1905
- Virgile, Les Églogues, Paris, Plon-Nourrit, 1906, 66 p. (lire en ligne).
- Les Nuits, d'Alfred de Musset, Paris, J. Meynial, 1911, lire en ligne sur Gallica
- La Vie des abeilles, de Maurice Maeterlinck, chez Ferroud, 1914-1918
- Au Jardin de l'Infante, d'Albert Samain, chez Ferroud, 1920, lire en ligne sur Gallica
- Henri de Régnier, Le Médaillier, Paris, Le Livre Contemporain, 1923, 117 p. (lire en ligne).
- Le Centaure et la Bacchante, de Maurice de Guérin, gravé sur bois en couleur par Rita Dreyfus, chez Plon-Nourrit, 1925
- Les Saints Évangiles, traduction par A. Fleury, chez Mame, 1933

Couvertures dessinées par Giraldon (liste non exhaustive) :
- Les Animaux domestiques, d'Albert Guillaume, chez Maison Quantin, vers 1884
- Au Drapeau !, de Maurice Loir, chez Hachette, 1897
- Mémoires du Sieur de Pontis, chez Hachette, 1898
- Massenet, de Louis Schneider, chez Carteret, 1908